# Faramea calimana
Faramea calimana är en måreväxtart som beskrevs av Charlotte M. Taylor. Faramea calimana ingår i släktet Faramea och familjen måreväxter. Inga underarter finns listade i Catalogue of Life.